# Ol'ga Spiridonovna Ljubatovič
Ol'ga Spiridonovna Ljubatovič, in russo Ольга Спиридоновна Любатович? (Mosca, 1854 – Tbilisi, 8 agosto 1917), è stata una rivoluzionaria russa.

## Biografia
Ol'ga nacque in una famiglia nobile. Il padre, ingegnere, era un rifugiato politico montenegrino, la madre, Marija Petrovna Teraeva, era la figlia di un proprietario di miniere d'oro: donna di notevole cultura, morì nel 1863, lasciando un figlio primogenito e altre tre figlie, Vera (1855-1907), Tat'jana (1859-1932) e Klavdija (1860-1924).
Compiuti gli studi ginnasiali a Mosca, essendo in Russia gli studi universitari interdetti alle donne, nel maggio del 1871 Ol'ga si trasferì con la sorella Vera a Zurigo per studiare medicina. Qui s'inserirono entrambe nei circoli rivoluzionari degli emigrati russi, i cosiddetti « Fričej »: il gruppo delle donne, la cui leader era allora Sof'ja Bardina, comprendeva Vera Figner, la sorella Lidija, Varvara Aleksandrova, Evgenija, Marija e Nadežda Subbotina, e altre ancora.
La compagna di studi Franziska Tiburzius (1843-1927) ha lasciato una descrizione di Ol'ga:
(J. M. Meijer, Knowledge and Revolution, 1955, p. 59)
Nel 1875 rientrò in Russia partecipando all'attività di propaganda socialista tra gli operai, lavorando in cotonificio di Mosca e poi in un'officina di Tula, dove fu arrestata. Dopo due anni di carcere fu condannata nel « processo dei 50 » a nove anni di lavori forzati, commutati nel confino in Siberia, a Tobol'sk, da dove fuggì nel luglio del 1878.

### LeMemorie

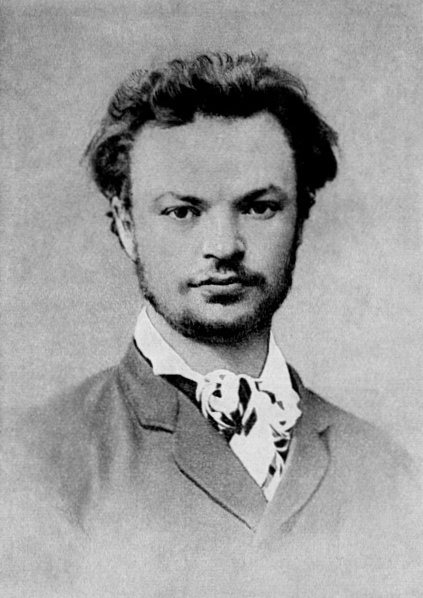
Sergej Kravčinskij

A questo punto cominciano le memorie scritte anni dopo da Ol'ga Ljubatovič. Arrivò a Pietroburgo il 16 agosto, proprio il giorno in cui Sergej Kravčinskij aveva ucciso in una strada della capitale il capo della Terza Sezione Mezencov. Ol'ga contattò l'avvocato Bardovskij, conosciuto al processo quale difensore delle sorelle Subbotina, che la indirizzò da Sof'ja Lešern. Questa l'accolse nella casa della pittrice Aleksandra Malinovskaja, della quale era ospite.
La Malinovskaja, simpatizzante del movimento rivoluzionario, metteva volentieri a disposizione la sua casa quando in estate si stabiliva in campagna. Così Ljubatovič vi poté conoscere Kravčinskij, Adrian Michajlov, suo complice nell'attentato a Mezencov, Osinskij, Aleksandr Michajlov. Qualche giorno più tardi conobbe Obolešev, Morozov, Ol'ga Šlejsner, Marija Kolenkina e un mese dopo Sof'ja Perovskaja, reduce da una fuga avventurosa dalle mani dei suoi gendarmi.
L'arresto della Malinovskaja, avvenuto il 24 ottobre 1878, quando la Ljubatovič viveva provvisoriamente da Ol'ga Šlejsner, provocò la necessità per molti aderenti a Zemlja i Volja di trovare nuovi rifugi. Ol'ga Ljubatovič fu ospite sia dell'avvocato di Vera Zasulič ed editore del « Severnyj Vestnik », Evgenij Korš, che dell'avvocato liberale Ol'chin. Poi, in attesa che l'ondata repressiva seguita all'assassinio del generale Mezencov si acquietasse, in novembre Kravčinskij lasciò legalmente la Russia - egli non era schedato dalla polizia, ma sarebbe stato un addio definitivo - mentre Ljubatovič espatriò clandestinamente in dicembre, aiutata da contrabbandieri ebrei, dalla Polonia alla Germania.
Giunta a Ginevra, andò a trovare lo storico Michail Dragomanov, già professore a Kiev che, in esilio in Svizzera, sostenitore dell'indipendenza dell'Ucraina, si occupava della pubblicazione della rivista « Gromada ». Ospitata nella sua casa, vi rivide Kravčinskij che, a sua volta, le fece conoscere altri emigrati russi, come Vera Zasulič, Jakov Stefanovič, Aaron Zundelevič e Leo Deutsch. In aprile, l'attentato di Solov'ëv allo zar sembrò aprire nuovi scenari nella lotta politica e Ol'ga, Vera Zasulič, Stefanovič, Deutsch e Zundelevič decisero di rientrare in Russia.
Cercarono dapprima di far perdere le loro tracce dalle spie russe trasferendosi in una casa nei dintorni di Montreux, dove stettero un paio di settimane, e poi, alla fine di giugno del 1879, da Montreux presero un treno diretto in Russia, via Berna e Berlino. Viaggiarono in una carrozza di quarta classe, vestiti al modo degli ebrei. Al posto di frontiera trovarono una guardia russa, già ubriaca, che teneva in una mano una bottiglia di vodka e nell'altra un bicchiere. Zundelevič gli offrì altro liquore: «e gli vuotò il bicchiere in un colpo solo, lappando il liquido con una specie di fischio » e con un gesto della mano li fece passare.

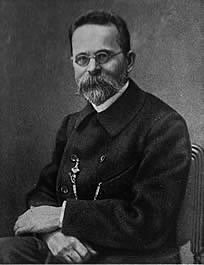
Morozov nel 1910

Il 6 luglio 1879 con Stefanovič si stabilì in un appartamento di Pietroburgo utilizzato dai membri di Zemlja i Volja. Non poté perciò partecipare ai congressi di Lipeck e di Voronež - quest'ultimo era iniziato proprio il 6 luglio - che di fatto segnarono la fine dell'organizzazione, che si scisse nelle due frazioni di Čërnyj peredel e di Narodnaja Volja. Ol'ga Ljubatovič, giudicando Čërnyj peredel un'« organizzazione nata morta », non ebbe dubbi nell'aderire a Narodnaja Volja.
A dicembre, poco dopo il fallito attentato al treno dello zar presso Mosca, giunse la notizia di un prossimo arresto di Kvjatkovskij e di Evgenija Figner. Ol'ga corse al loro appartamento per avvertirli, ma era troppo tardi e si trovò di fronte la polizia. Dichiarò di aver sbagliato appartamento, ma fu trattenuta. Portata al commissariato, sulle scale incrociò la compagna di partito Marija Ošanina che con un solo sguardo capì cos'era accaduto e andò ad avvertire Nikolaj Morozov, il convivente di Ljubatovič. Ritardò il più possibile di fornire il suo indirizzo con la scusa di temere la collera del marito per il proprio ritardo, poi accompagnò i poliziotti a casa. Qui Morozov, che intanto aveva «ripulito» l'appartamento, inscenò la commedia del marito geloso. I gendarmi se n'andarono, ma lasciarono sul pianerottolo un agente di sorveglianza, e Morozov e Ljubatovič suggerirono alla padrona di casa di offrirgli del tè. A quel punto i due scivolarono furtivamente dalla casa e fecero perdere le loro tracce, rifugiandosi in casa di Marija Ošanina.
Quella sera Ljubatovič e Morozov, dovendo per un po' di tempo evitare di mostrarsi in strada, si trasferirono nell'appartamento dove era installata la tipografia di Narodnaja i Volja. Da qui infatti non usciva quasi nessuno. Gli addetti alla stampa erano Nikolaj Buch, sempre silenzioso, Sofija Ivanova, Marija Grjaznova, il tipografo Lejzer Cukerman e l'operaio Abram Lubkin, detto Prička, uccellino, per la sua voce acuta. Vi si recava ogni tanto Nikolaj Kibal'cič, uno che, perennemente immerso nei suoi pensieri, manteneva sempre un perfetto silenzio, ancor più di Buch.

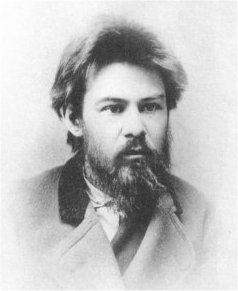
Lev Tichomirov

In quella tipografia furono stampati i primi tre numeri dell'organo dell'organizzazione. Nel terzo numero apparve il Programma del Comitato esecutivo di Narodnaja Volja, che portò alcune modifiche al precedente programma elaborato nel giugno del 1879 al congresso di Lipeck. Mentre in quest'ultimo si affermava che l'azione rivoluzionaria avesse l'obiettivo di costringere il governo ad attuare quelle riforme democratiche che avrebbero consentito al popolo di organizzare la futura società russa, nel nuovo programma a Narodnaja Volja si attribuiva, in assenza di una spontanea rivoluzione popolare, il compito di prendere il potere nelle proprie mani mediante una cospirazione e successivamente, dopo aver decretato una nuova Costituzione, consegnarlo al popolo.
Secondo Ljubatovič, il programma fu elaborato da Tichomirov dopo aver contattato singolarmente diversi compagni e averne ottenuto l'approvazione. Morozov e Ljubatovič contestarono sia il metodo che il merito delle modifiche, scorgendovi nel metodo una risorgenza dei sistemi di Nečaev e nel merito uno spirito giacobino che essi non intendevano accettare: « l'idea rivoluzionaria non può essere fonte di vita se non si rivela l'antitesi di ogni costrizione sia di tipo zarista o giacobino ».
Nel gennaio del 1880 si tenne una riunione per discutere la questione, presente anche Tichomirov. La proposta di Morozov di ripristinare il programma di Lipeck fu respinta, così che Morozov e Ljubatovič dichiararono di sentirsi liberi dagli obblighi che li avevano legati a Narodnaja Volja. Con Morozov si stabilì in febbraio a Ginevra e poi a Clarens, dove egli scrisse La lotta terroristica (Terrorističeskaja bor'ba). In questo nuovo soggiorno svizzero Ol'ga conobbe, tra gli altri, lo scrittore Konstantin Stanjukovič, del quale tradusse in francese il romanzo Spartacus.

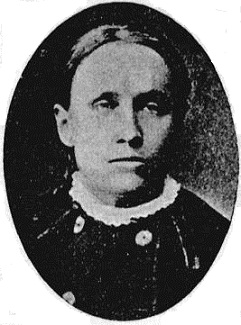
Kutuzova Cafiero

A Ginevra nacque la figlia di Ol'ga e Morozov, il quale tornò in Russia nel gennaio del 1881 ma fu subito arrestato. Ol'ga decise allora di tornare a sua volta in Russia per organizzare la sua liberazione. Ol'ga affidò la bambina a Kravčinskij, il quale l'affidò poi al comune amico Sergej Podolinskij: « è un peccato per un rivoluzionario fondare una famiglia [...] egli deve rimanere solo, uomo o donna che sia. Ma a vent'anni si dimentica a volte che la vita del rivoluzionario si conta in giorni e in ore, non in anni ».
A Pietroburgo s'incontrò con Olimpiada Kutuzova, la moglie di Carlo Cafiero, che si era offerta di aiutarla nella difficile impresa di liberare Morozov, ma la Kutuzova sarà arrestata poco dopo. In febbraio la Ljubatovič, dopo aver salutato l'amica Gesja Gel'fman, partì con un giovane narodovolec per Suwałki, nella cui prigione era detenuto Morozov. La falsa notizia che Morozov fosse stato trasferito a Kovna li portò in questa città: si trovavano qui quando a Pietroburgo, il 13 marzo 1881, fu ucciso lo zar Alessandro II.
Partirono per Vilna, seguendo una voce che dava Morozov là detenuto, e Ol'ga Ljubatovič si accorse che essi erano seguiti da una spia, che l'inesperienza del suo giovane compagno aveva attirato su di sé fin da Kovna. Alloggiati in due diversi alberghi, lo avvertì, consigliandogli di lasciare di nascosto la stanza al più presto. Il giovane non le diede retta, e fu arrestato quella notte stessa. Ol'ga Ljubatovič aveva invece già lasciato il suo albergo e trovato rifugio in una casa di conoscenti.

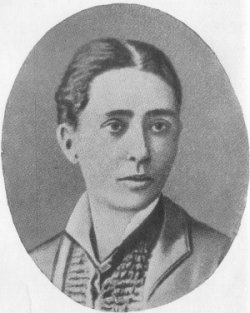
Anna Korba

Il giorno dopo raggiunse Minsk, ospite di amici, dove seppe che Morozov si trovava carcerato nella Casa di detenzione preventiva di Pietroburgo. Avendo necessità di munirsi di nuovi documenti, dovette fermarsi a Minsk più di un mese. In aprile, provvista di un « passaporto superbamente in regola » e con la valigia piena di caratteri di stampa per la nuova tipografia di Narodnaja Volja, Ol'ga Ljubatovič partì per Mosca. La valigia, depositata alla stazione, venne prelevata da Anna Korba e Ol'ga, in attesa di ripartire per Pietroburgo, si trattenne ancora un poco a Mosca per far visita a suo padre e alla sua famiglia.
Suo padre, già proprietario di una fabbrica di laterizi, era andato in fallimento e ora lavorava come impiegato al Senato. Rimasto vedovo, si era formato una nuova famiglia sposando la sua governante e aveva cinque figli piccoli, mentre il fratello e le tre sorelle di Ol'ga vivevano altrove. Spiridon Ljubatovič non approvava i metodi rivoluzionari: « bisogna far rinascere moralmente la nostra società » - diceva alla figlia - « Guarda i nostri uomini politici, quelli della Duma e degli zemstva, non sono guidati che dai loro interessi ». Seppe della nascita di sua nipote in Svizzera, ma né lui né Ol'ga sapevano ancora che la bambina era morta.
Quando, nel maggio del 1881, ritornò a Pietroburgo, apprese la notizia della morte della figlia da Rozalija Ličkus (1859-1900), la moglie di Vasilij Karaulov (1854-1910). Con l'intermediazione di due studenti, nella capitale s'incontrò con Vladimir Degaev che, come il fratello Sergej, era segretamente un informatore della polizia. A lui Ol'ga chiese di collaborare alla liberazione di Morozov, così che Degaev avvertì le autorità che trasferirono Morozov nella più sicura fortezza di Pietro e Paolo.
L'arresto di Ol'ga Ljubatovič non doveva tardare. Dopo aver assistito da lontano alla cattura di Tat'jana Lebedeva, presa nella stazione ferroviaria, partì per Mosca. Sul treno fu avvicinata da una spia ma, giunta a destinazione, riuscì a dileguarsi tra la folla. Preso alloggio in un albergo, contattò Gerasim Romanenko, Vera Figner e Jurij Bogdanovič. Quest'ultimo controllò per due giorni l'albergo per assicurarsi che Ol'ga non fosse sorvegliata. Sembrava che non vi fossero spie, ma cinque giorni dopo, il 18 novembre 1881, Ol'ga Ljubatovič veniva arrestata per strada. Il giorno dopo fu catturato anche Romanenko.
Si sposò con il compagno di esilio Ivan Džabadari e tornò libera soltanto nel 1905, al tempo del breve successo della Rivoluzione. Stabilitasi a Tbilisi, nel 1906 pubblicò le sue memorie - già iniziate a scrivere nel 1895 - Passato lontano e recente. Ricordi di vita di rivoluzionari. 1878-1881 (Dalëkoe i nedavnee. Vospominanija iz žizni revoljucionerov. 1878-1881), « uno dei documenti più vivi su tutto questo periodo ».
Poco è noto degli ultimi anni della sua vita, se non che morì a Tbilisi nell'agosto del 1917.